# 四張犁合福祠
四張犁合福祠，又作田頭土地公，台灣台中市廟宇，位於北屯區舊四張犁地區，主祀抄封公，此抄封公即臺灣清領時期戴潮春事件中領導者之一的四張犁大地主戴潮春。:83-91

## 沿革
台灣清領時期同治元年（1862年）春，彰化縣因地方政府增稅傳言不斷，四張犁大地主戴潮春領導的天地會遂於大墩一帶倡亂:131，三月，淡水同知秋曰覲在大墩烏日庄之役被殺，其他中部地區股首、地主陸續響應，天地會士氣大振，戴潮春事件正式揭幕；戴潮春本人於同治三年（1864）年被台灣道道員丁曰健逮捕後伏法斬殺，但其他零星抗爭勢力直到約莫同治四年（1865年）才落幕。
由於戴潮春身為叛亂事件的主謀之一，原屬戴家龐大的田產幾乎被抄封充公，多數歸清廷以及大力協助鎮壓叛亂的霧峰林家所有，故原戴家的土地被民間稱作「抄封地」，稱戴潮春作「抄封公」。戴潮春宅第位於今台中市北屯區豐樂路17巷18弄附近（後因戴宅改建成販賣用的房屋，1978年間被拆除，今已不存），相傳戴潮春身歿後，故居附近常有戴潮春鬼魂作祟，使當地不得安寧，周遭的居民便會私下祭奠戴潮春，但因戴潮春身犯死罪，民眾唯恐清政府追究，遂以「託辭是拜土地公，實則拜抄封公」方式流傳下來。:83-91
四張犁合福祠確切開基年份不詳，早期環境亦十分簡陋，在1950年代之前，合福祠當地僅擺放四粒石頭，以ㄇ字型三下一上的方式堆疊，供民眾祭祀，故又稱作「田頭土地公」。直到1951年，地理師廖繼金與王德串發起改建，才翻新成由水泥搭建的小土地公祠，也在當時以「合作農場之福德祠」為名，正式定名「合福祠」。1970年，合福祠重新改建。1981年，合福祠增建拜亭，即為今貌。2009年，一楊姓婦人為還願，以其子廖氏兄弟為名，寄付新台幣五萬元，合福祠得以重新粉刷；此外，拜亭上方新的龍型剪粘由王德串出資兩萬元、四周遮陽板則是羅濟良另行出資改建。:83-91

## 圖輯

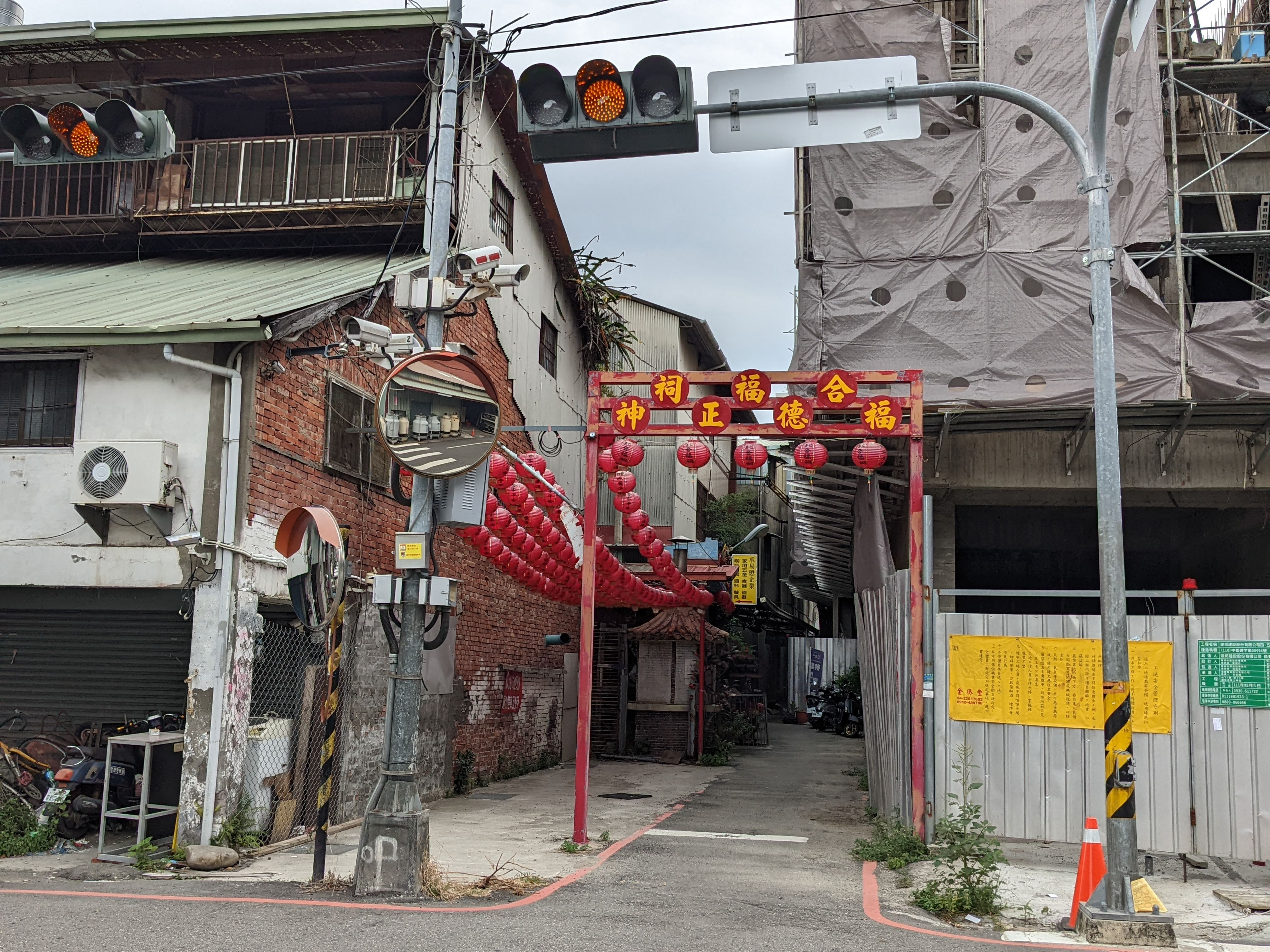
豐樂路17巷路口處
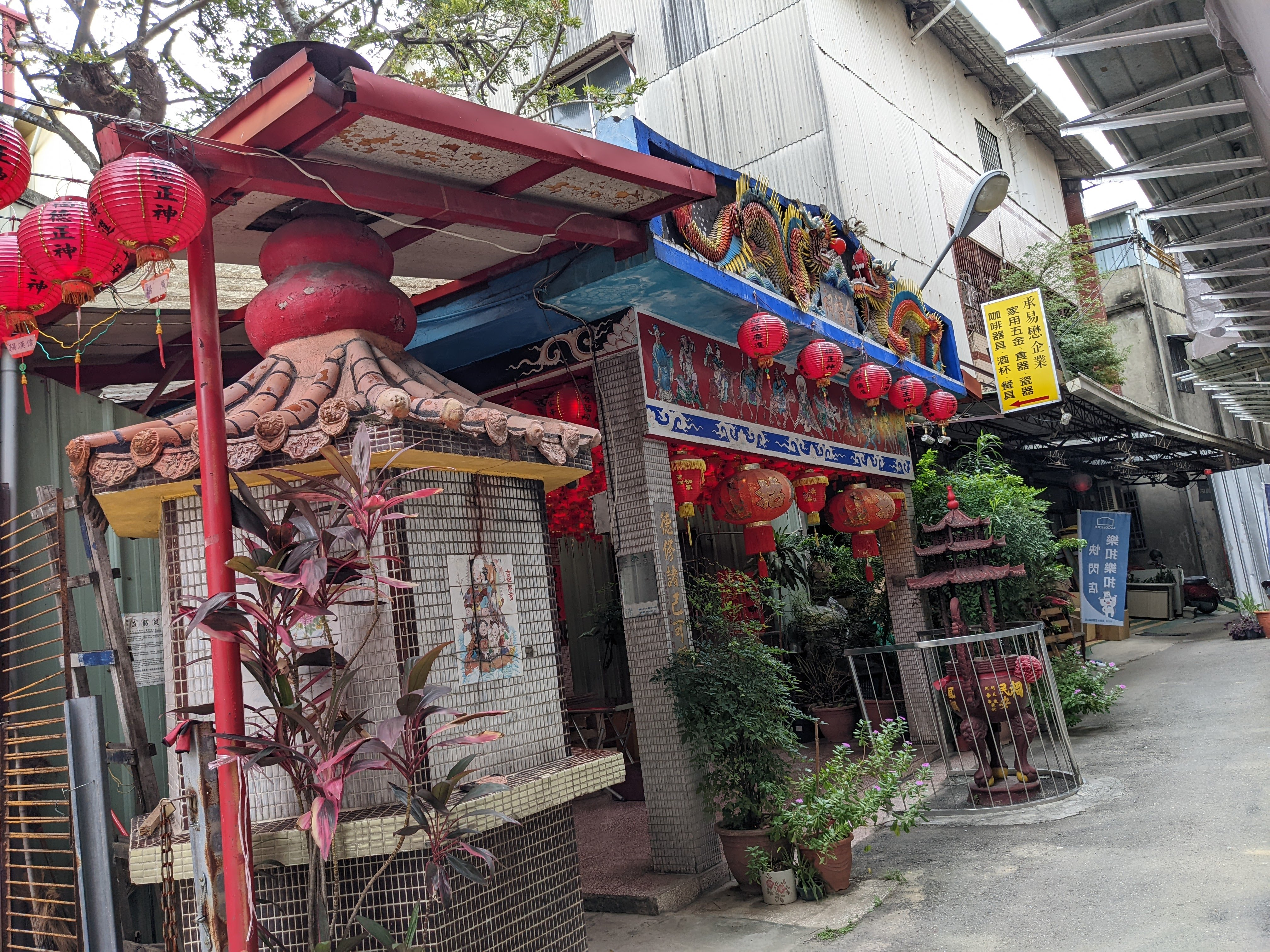
廟宇外觀
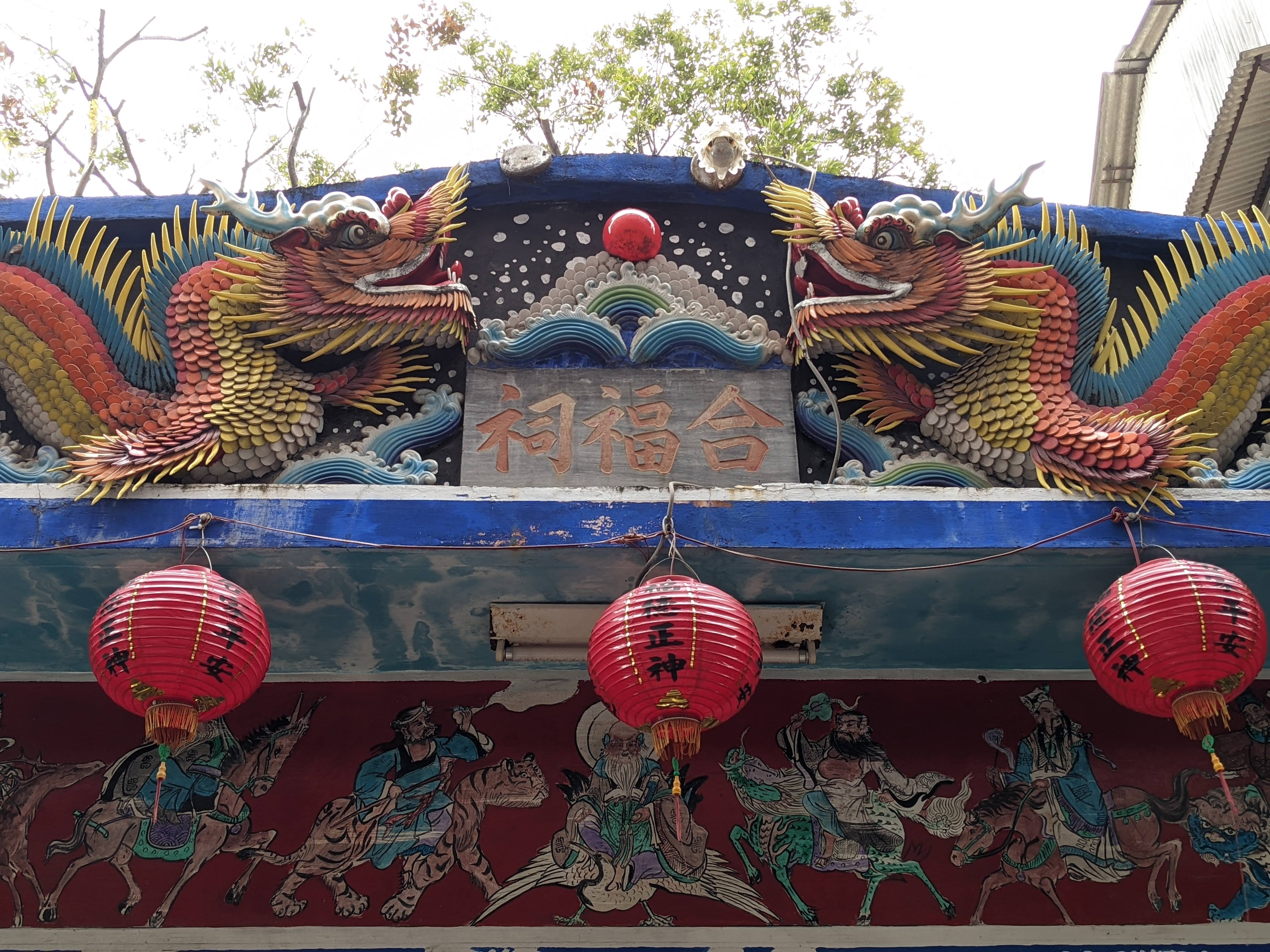
門面彩繪
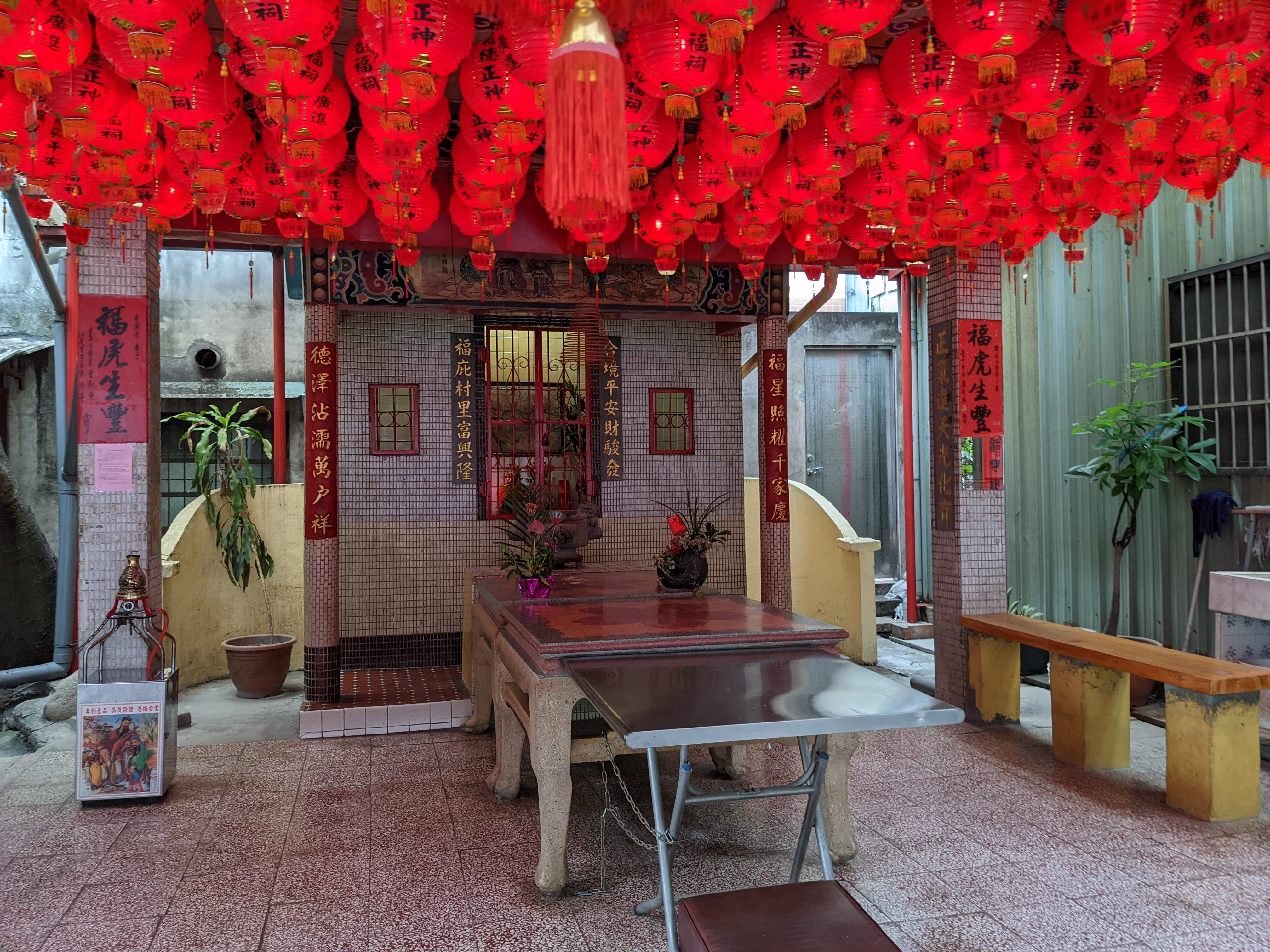
內部景觀
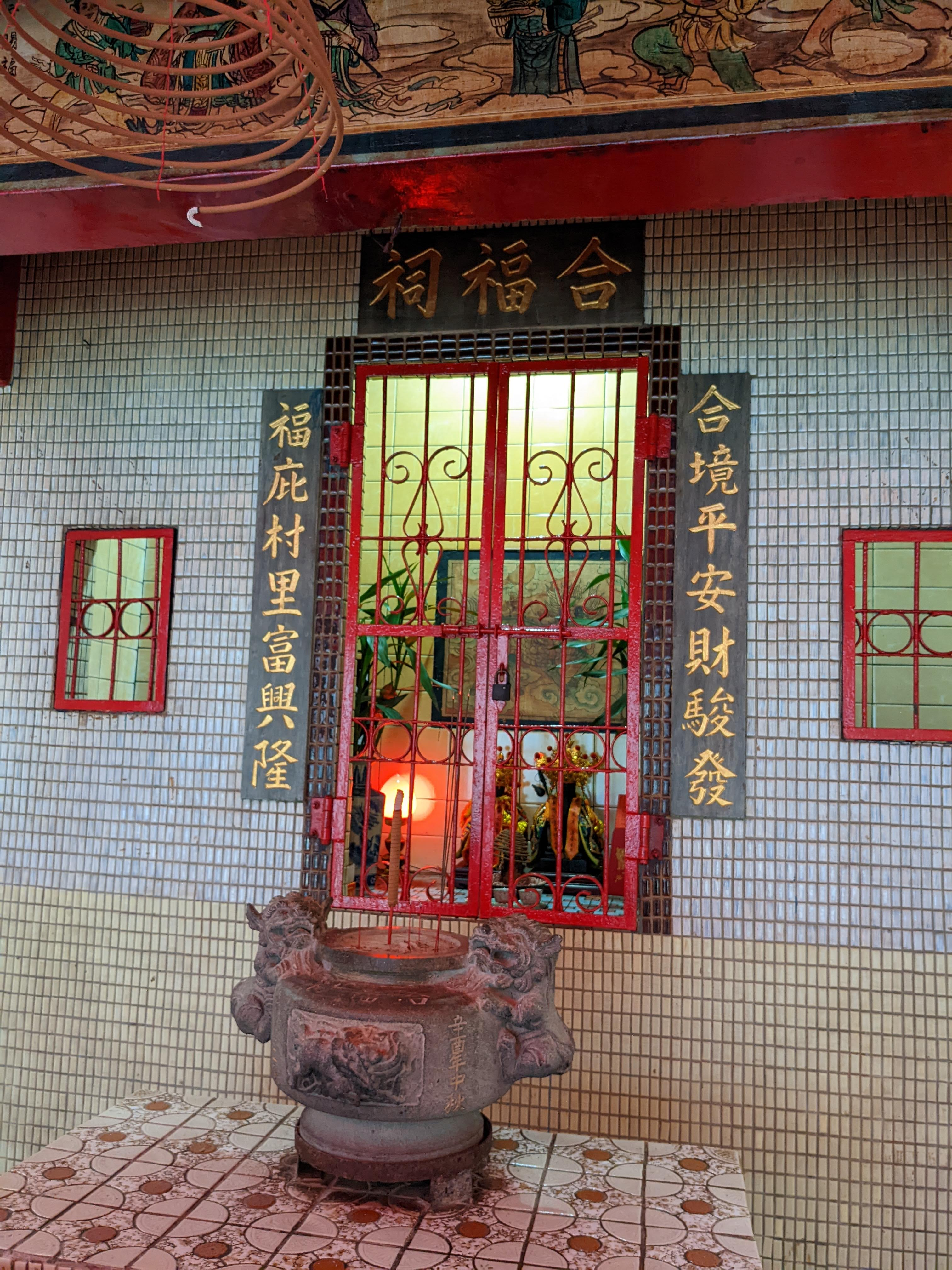
神龕楹聯
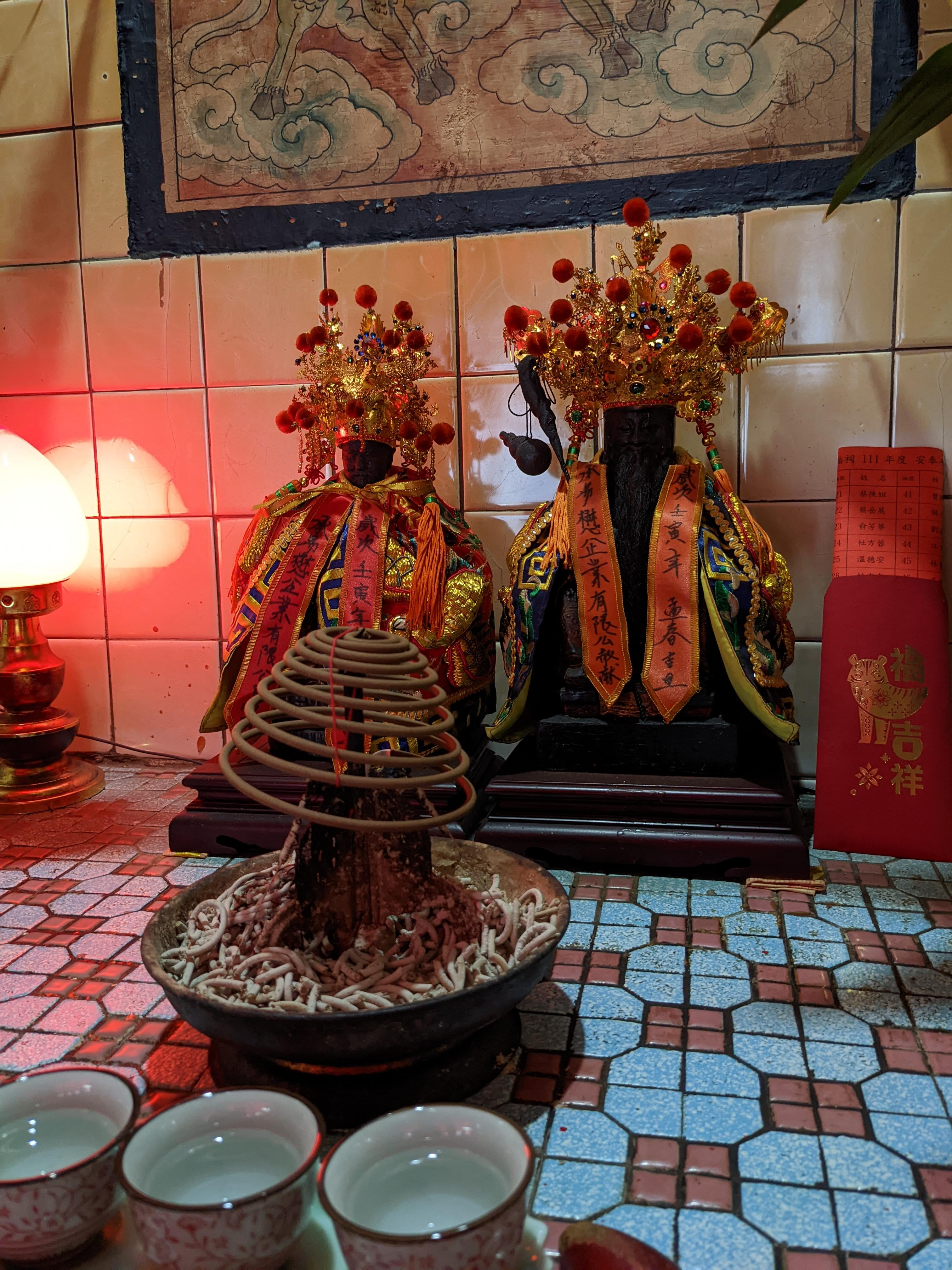
抄封公神像
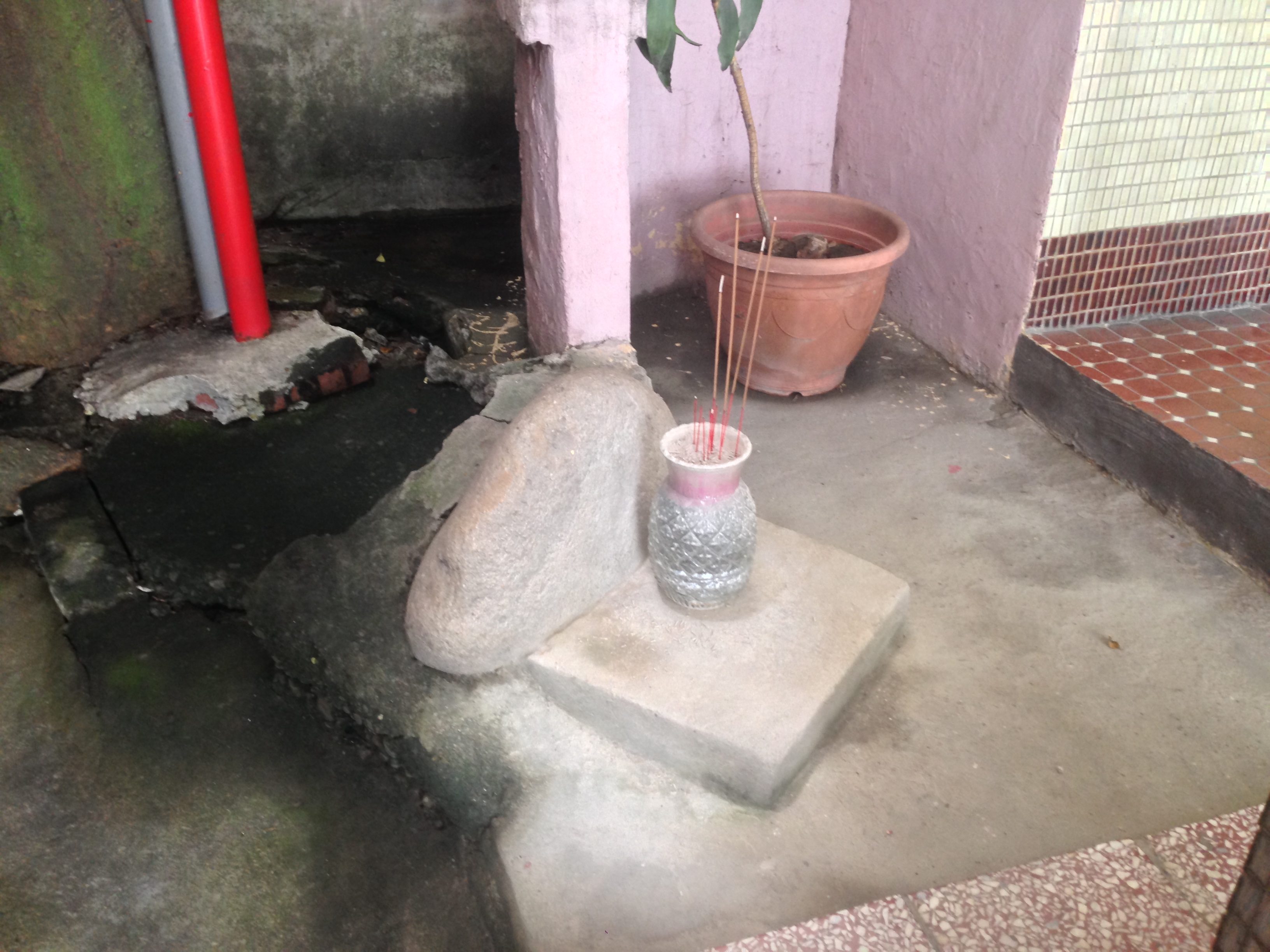
石頭公
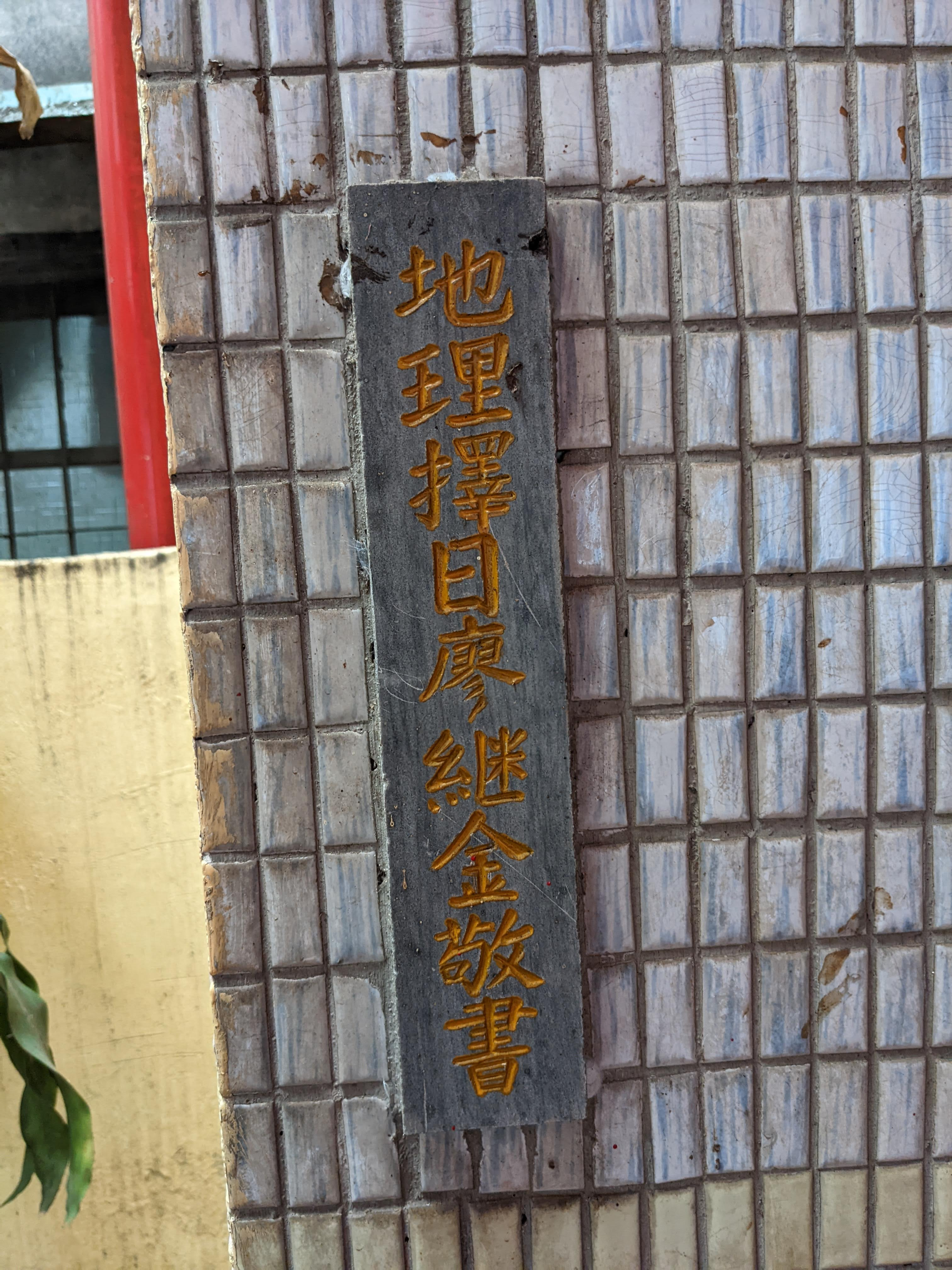
廖繼金敬書碑